# Theisseil

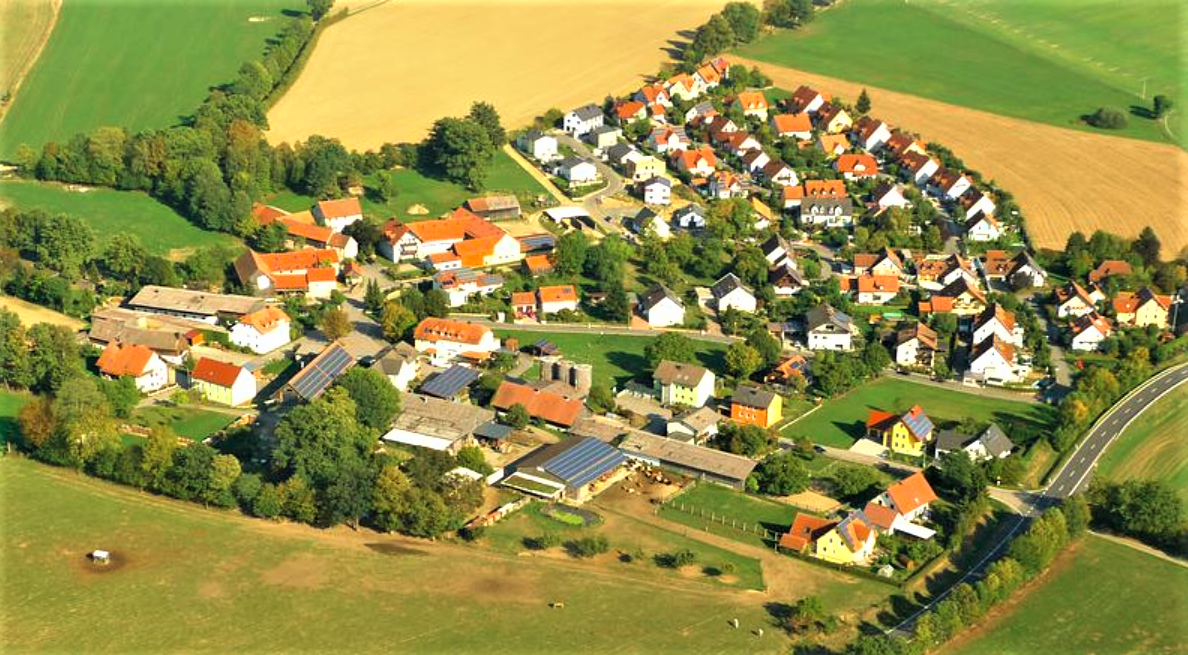
Theisseil Gemeinde Landkreis Neustadt an der Waldnaab

Theisseil ist eine Gemeinde im Oberpfälzer Landkreis Neustadt an der Waldnaab. Sitz der Gemeindeverwaltung ist Letzau. Die Gemeinde ist Mitglied der Verwaltungsgemeinschaft Neustadt an der Waldnaab.

## Geografie

### Geografische Lage
Der Ort liegt etwa fünf Kilometer nordöstlich der Stadt Weiden in der Region Oberpfalz-Nord.

### Gemeindegliederung
Die Gemeinde hat 14 Gemeindeteile (in Klammern ist der Siedlungstyp angegeben):
- Aich (Weiler)
- Edeldorf (Dorf)
- Fichtlmühle (Einöde)
- Görnitz (Weiler)
- Hammerharlesberg (Dorf)
- Harlesberg (Weiler)
- Letzau (Kirchdorf)
- Oberhöll (Einöde)
- Remmelberg (Weiler)
- Roschau (Weiler)
- Schammesrieth (Weiler)
- Theisseil (Dorf)
- Wiedenhof (Einöde)
- Wilchenreuth (Kirchdorf)

- Es gibt die Gemarkungen Edeldorf, Letzau, Roschau und Wilchenreuth.

## Geschichte

### Bis zur Gründung der Vorläufergemeinden
Theisseil gehörte zum Herzogtum Neuburg-Sulzbach und dessen Gericht Floß, das 1777 zu Bayern kam. Das heute zur Gemeinde zählende Roschau war Bestandteil der Gefürsteten Grafschaft Störnstein (Sternstein) und fiel somit erst 1806 an Bayern. 1818 entstanden mit dem Gemeindeedikt in Bayern die Vorläufer der heutigen politischen Gemeinde, die Gemeinden Edeldorf, Letzau und Roschau.

### Eingemeindungen
Die Gemeinde Theisseil wurde im Zuge der Gemeindegebietsreform am 1. Juli 1972 aus den zuvor selbständigen Gemeinden Edeldorf, Letzau und Roschau neu gebildet. Der Ort Theisseil war vorher ein Gemeindeteil der Gemeinde Edeldorf.

### Einwohnerentwicklung
| Jahr      | 1961 | 1970 | 1987 | 1991 | 1995 | 2005 | 2010 | 2015 | 2020 |
| Einwohner | 634  | 646  | 985  | 1093 | 1193 | 1256 | 1249 | 1169 | 1182 |

- Zwischen 1988 und 2018 wuchs die Gemeinde von 996 auf 1179 um 183 Einwohner bzw. um 18,4 % der Einwohnerzahl.

## Politik

### Bürgermeister
Bürgermeister ist seit 2022 Johannes Kett (CSU). Seine seit 2008 amtierende Vorgängerin Marianne Rauh (CSU) ist 2022 verstorben. Deren Vorgänger war Herbert Hösl (CSU).

### Gemeinderat
Die Kommunalwahl am 15. März 2020 führte zu folgender Sitzverteilung:
- CSU: 6 Sitze
- FWG: 4 Sitze
- SPD: 2 Sitze

### Wappen
|                                    | Blasonierung: „In Blau über zwei waagrechten, übereinander liegenden, gestümmelten silbernen Ästen, nebeneinander zwei sechsstrahlige silberne Sterne.“ |
| Das Wappen wird seit 1979 geführt. | |

## Persönlichkeiten
- Leopold Hofmann (1896–1963), in Theisseil geborener Politiker, Mitglied des Bayerischen Landtags

## Sehenswürdigkeiten

### Baudenkmäler
- Evangelische Kirche St. Ulrich Wilchenreuth: romanisches Kleinod aus dem 12. Jahrhundert mit seltener Darstellung des Christus Pantokrator in der Ostapsis
- Katholische Kirche St. Ulrich Wilchenreuth: Kirchenbau aus dem frühen 20. Jahrhundert

### Bodendenkmäler
- Turmhügel Theisseil

### Bauwerke
- Fernmeldeturm Weiden auf der Geissleite

## Wirtschaft und Infrastruktur

### Wirtschaft einschließlich Land- und Forstwirtschaft
2016 gibt es nach der amtlichen Statistik im produzierenden Gewerbe 14 und im Bereich Handel, Verkehr, Gastgewerbe 0 sozialversicherungspflichtig Beschäftigten am Arbeitsort. Insgesamt sind am Arbeitsort 63 Personen sozialversicherungspflichtig beschäftigt. Sozialversicherungspflichtig Beschäftigte am Wohnort gibt es 445.
2020 gibt es im verarbeitenden Gewerbe keinen und im Bauhauptgewerbe einen Betrieb. Es bestehen 36 landwirtschaftliche Betriebe mit einer landwirtschaftlich genutzten Fläche von 1232ha, davon sind 797ha Ackerfläche und 435ha Dauergrünfläche.

## Verkehr

### Straßenverkehr
- Staatsstraßen
  - St2166: Von Vilseck über Weidennach Vohenstrauß zur A6[8]
- Kreisstraßen
  - NEW 27: Neustadt – Theisseil[8]
  - NEW 20: Theisseil – Floß[8]
  - NEW 11:  B22 bis Letzau
  - NEW 26: Roggenstein – Grafenreuth
- Ferienstraßen
  - Die Bayerische Porzellanstraße führt von Bamberg über Coburg, Hof, Selb und Weiden nach Bayreuth. Sie versinnbildlicht die große Tradition des „Weißen Goldes“ in der Region.

### ÖPNV
Die Gemeinde Theisseil ist nur durch Regionalbusse angebunden.
Bushaltestellen:
- Aich, Abzweig
- Edeldorf
- Görnitz, Abzweig
- Harlesberg
- Letzau
  - Letzau, Abzweig
  - Letzau, Ort
  - Letzau, Waldcafe
- Roschau, Abzweig
- Sarrerwirtshaus
- Schammesrieth
- Theilseil
  - Theisseil
  - Theisseil, Abzweig
  - Theisseil, Dorfmitte
- Wilchenreuth/ Edeldorf, Abzweig